# 東松山カントリークラブ
東松山カントリークラブ（ひがしまつやまカントリークラブ）は、埼玉県東松山市にあるゴルフ場で、比企丘陵に広がる武蔵丘陵森林公園に隣接した丘陵コースである。株式会社東松山カントリークラブ（Higashi Matsuyama Country Club Co., Ltd.）が運営する。

## 概要
「東松山カントリークラブ」は、1960年（昭和35年）11月5日、新たなゴルフ場の建設に向けて、母体会社の「東松山開発興行株式会社」を設立した。建設用地は、埼玉県東松山市野田の比企丘陵である。東松山カントリークラブの周辺では、「嵐山カントリークラブ（1962年（昭和37年）開場、設計・小寺酉二）」、「高根カントリー倶楽部（1962年（昭和37年）開場、設計・富沢誠造・富沢広親）」、「川越カントリークラブ（1963年（昭和38年）開場、設計・中村寅吉・発知朗・大竹敏郎）」、「小川カントリークラブ（1966年（昭和41年）開場、設計・株式会社小川カントリークラブ）」などが並行して進行していた。
コース設計は、藤田欽哉に依頼した。建設用地を見た藤田欽哉は、「北関東一の名に恥じないチャンピオンコースが完成する」と語った。1961年（昭和36年）10月18日、コース造成工事が着工、翌1962年（昭和37年）11月25日、9ホールが完成し、仮開場された。翌1963年（昭和38年）11月2日、18ホールが完成し、本開場された。
1964年（昭和39年）11月7日、手形不渡り事故をおこし、会員たちから出資金を集め「株式会社東松山カントリークラブ再建会」を設立し、債権者から債権を買収した。1965年（昭和40年）、商法による整理を申請し、翌1966年（昭和41年）7月30日、整理命令が出された。同年9月、株式会社東松山カントリークラブ再建会が「東松山開発興行株式会社」の全株を取得した。1972年（昭和47年）5月23日、会社整理が終結、「東松山カントリークラブ」がゴルフクラブとして経営再建された。
1987年（昭和62年）8月、9ホールが増設され、1989年（昭和64年）2月、新たなクラブハウスが完成した。コースは丘陵地の自然の地形をそのままに、池やバンカーを生かしたコース造りを得意とする藤田欽哉が設計、起伏や池を生かしたコースで、広くフラットで7つの池を生かし、微妙なアンジュレーションのあるコースである。

## 所在地
〒355-0008 埼玉県東松山市大谷1111番地

## コース情報
- 開場日 - 1963年11月3日
- 設計者 - 藤田 欽哉
- 改修設計 - 大久保昌
- 面積 - 1,050,000m2（約31.7万坪）
- コースタイプ - 丘陵コース
- コース - 10,364ヤード、27ホールズ、パー108、コースレート 東コース 73.1、中コース 73.2、西コース 72.7
- 練習場 - 14打席 180ヤード
- 休場日 - 毎週月曜日（祝日・振替休日は翌日）、12月31日、1月1日[3]

## クラブ情報
- ハウス面積 - 8,250m2（2,495.6坪）
- ハウス設計 - 株式会社 久米設計
- ハウス施工 - 飛島建設 株式会社

## ギャラリー
- コース - 「東松山カントリークラブ」、コース紹介[4]
- クラブハウス - 「東松山カントリークラブ」、施設案内、クラブハウス[5]

## 交通アクセス
- 鉄道 - 東武東上本線 -  森林公園駅北口より クラブバス 約10分
- 道路 - 関越道 -  東松山ICより 森林公園・熊谷方面に 約6.8km、約15分[6]

## 競技開催実績
- 1979年5月 - 第7回 フジサンケイクラシック開催
- 1980年5月 - 第8回 フジサンケイクラシック開催
- 1987年 - マルマンオープン開催
- 1988年 - マルマンオープン開催[7]

## エピソード
- 1964年（昭和39年）11月7日、突然、ＮＨＫのニュースで、「東松山カントリークラブが手形不渡りを出した」と事故を報じた[8]。

## 関連文献
- 『東松山カントリークラブ増設事業に係る環境影響評価書』、東松山カントリークラブ、1985年9月、2020年6月22日閲覧
- 『ゴルフ場ガイド 東版』2006-2007、「東松山カントリークラブ」、東京 ゴルフダイジェスト社、2006年5月、2020年6月22日閲覧
- 『月刊ゴルフマネジメント』、「ゴルフ倶楽部を考える(262回)不祥事を克服した東松山カントリークラブ」、井上勝純、東京 一季出版、2008年2月、P138-143、2020年6月22日閲覧
- 『月刊ゴルフマネジメント』、「クローズアップ21(その137)会員主体を貫く株主会員制クラブ 東松山カントリークラブ 名変料値下げでクラブ活性化一気に進む」、東京 一季出版、2012年5月、P46-49、2020年6月22日閲覧
- 『美しい日本のゴルフコース = BEAUTIFUL GOLF CULTURE IN JAPAN : 日本のゴルフ110年記念 ルフは日本の新しい伝統文化である』、「東松山カントリークラブ」、ゴルフダイジェスト社「美しい日本のゴルフコース」編纂委員会編、東京 ゴルフダイジェスト社、2013年12月、2020年6月22日閲覧
- 『ゴルフ場セミナー』、「Course Report(VOL.216)東松山カントリークラブ(埼玉県) 4年間で600人超の名義変更 その背景に会員主体の中長期計画」、東京 ゴルフダイジェスト社、2016年11月、P62-65、2020年6月22日閲覧